# ФК Пирин (Гоце Делчев)
„Пирин“ е български футболен клуб от град Гоце Делчев (Неврокоп). Година през сезон 2020/2021 се състезава в югозападната Трета лига, а негов треньор е Димитър Крушовски. Играе мачовете си на градския стадион в Гоце Делчев.
[Файл:Pirin GD.jpg|333px|мини|ляво|Момент от двубоя Сливнишки герой – Пирин ГД, ЮЗ Трета лига, 10 октомври 2015 г.]]

## История на клуба
За първи път футбол се играе в Неврокоп през октомври 1912 г. малко след освобождаването на града от османска власт, когато военни от местния гарнизон показват пред хората от играта с футболната топка, която завладява целия свят. Жителите на Неврокоп примат ентусиазирано новата игра и не след дълго се създава футболна секция към гимнастическо дружество „Юнак“. През 1925 г. се отделя и приема името „Пирин“, който е първият отбор с името на българската планина, в чиито поли се намира Гоце Делчев.
След 1949 г. в града има 14 градски отбора създадени на ведомствен принцип – „Строител“, „Червено знаме“ (1949 – 1959), „Динамо“, „Спартак“, „Пирин“ и други, които се развиват към съответните отраслови профсъюзи. През 1957 г. всички тези отбори, без „Спартак“, са обединени в ДФС „Пирин“. През 1985 г. на основата на едноименното дружество се образува ФК „Пирин“, който започва да се развива самостоятелно. За първи път „Пирин“ се класира в Б група през 1982 г., където играе до 1985 г., когато отборът е изваден по административен път с неясни аргументи от Б група, след като е заел седмо място. Отборът се завръща във втория ешелон през 1993 г. и играе там до пролетта на 1995 г. За трети път ФК „Пирин“ влиза в Б група през есента на 2005 г. През сезон 2006/2007 се класира на трето място, а в 2011/2012 стига до най-големия си връх, спечелвайки правото да играе в А група след серия от 27 мача, в които има 19 победи, 5 равни и 3 поражения, носещи му 62 точки, с 6 повече от втория „Спортист“ (Своге).

## Успехи
- трето място в Б Професионална футболна група – Югозападна сезон 2007/2008 г.
- седмо място в Южна Б група: 1983/84 и 1984/85 г.
- осминафиналист за Купата на Съветската армия: 1982/83 г.
- шестнайсетинафиналист за Купата на България: 1990/91, 1994/95 и 2005/06 г.
- трето място в Западна Б група:2006/2007
- единадесето място в Западна Б група:2007/2008
- Шампион Западна Б група 2011/2012
- Четвъртфиналист Купата на България;
- 11-о място в A Професионална футболна група 2012/2013 г.

## Известни футболисти
- Атанас Петков № 11
- Георги Леваков
- Стоян Карапетров
- Димчо Беляков
- Ясен Петров
- Йордан Боздански
- Методи Стойнев
- Иван Близнаков
- Росен Каптиев
- Марио Метушев
- Методи Методиев
- Георги Василев (Гочо)
- Марио Близнаков
- Димитър Макриев
- Илиан Харизанов
- Васил Мингов
- Симеон Гавалюгов
- Георги Марков
- Георги Петров
- Димитър Пиргов
- Васил Панайотов
- Костадин Башов
- Димитър Вълчев